# Allium cappadocicum
Allium cappadocicum är en amaryllisväxtart som beskrevs av Pierre Edmond Boissier och Benedict Balansa. Allium cappadocicum ingår i släktet lökar, och familjen amaryllisväxter. Inga underarter finns listade i Catalogue of Life.